# الان، گوینوسک
الان، گوینوسک (به لاتین: Alan, Göynücek) یک منطقهٔ مسکونی در ترکیه است که در استان آماسیه واقع شده‌است.